# Bovespa

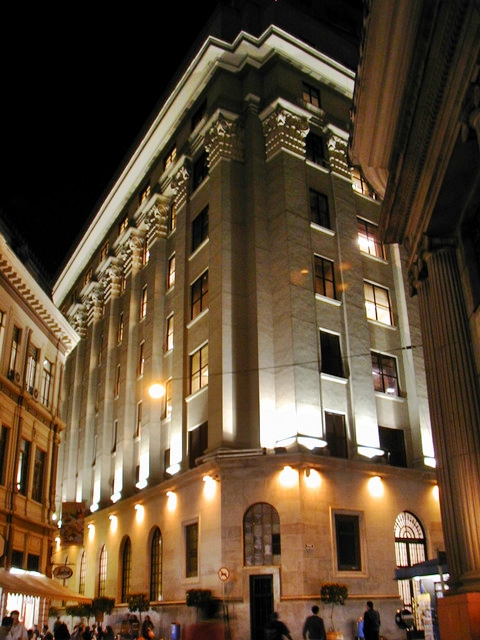
Budynek giełdy w São Paulo

Bovespa (BOlsa de Valores dE São PAulo) to indeks giełdy papierów wartościowych BM&F Bovespa. W jego skład wchodzą akcje ponad 90 spółek.
Indeks Bovespa składa się z portfela akcji przedsiębiorstw, których obrót stanowi 80% obrotu giełdowego w czasie ostatnich 12 miesięcy i które brały udział w co najmniej 80% sesji giełdowych. Aby zapewnić odpowiednią reprezentatywność, skład indeksu jest rewidowany co trzy miesiące.